# Олово (град)
Олово је градско насеље и сједиште истоимене општине смештено 50 km сјевероисточно од Сарајева, на магистралном путу који води од Сарајева према Тузли. У Олову су још од средњег вијека позната налазишта оловне руде, по чему је град и добио име. Ријека Ступчаница се код центра града спаја са ријеком Биоштицом, и заједно са њом формира Кривају која тече даље према Завидовићима.

## Историја
Насеље Олово настало је прије више од шест вијекова на обалама три планинске ријеке. У писаним документима Олово се први пут спомиње 1382. године под именом Plumbum (лат. олово) што потврђује наводе да је овај град добио име по руди олова. Тако у 14. и 15. вијеку Олово је било познати рударски и трговачки центар. Због престанка експлоатације оловне руде национална структура становништва мијењала се кроз протекле вијекове. Највећи дио становништва Олова крајем средњег века чинили су Саси као рудари. Доласком Турака у Олову се повећава број муслиманског становништва које почетком 16. вијека гради џамију на локалитету данашњаг насеља Горње Олово, а већ у 17. вијеку муслимани чине три четвртине становништва у граду. Претпоставља се, да је због плаховитих планинских ријека (Биостице, која тече из Кнежине, те Ступчанице која долази из Хан Пијеска) а које су у пролеће плаве околна поља, настало насеље Доње Олово и то тек у 20. вијеку. Развоју Доњег Олова, односно данашњег градског језгра, након аустроугарске окупације, знатно је допринијела изградња пруге Завидовићи — Олово — Хан Пијесак. То уједно представља почетак планске експлоатације богатих оловских шума, што и данас чини основни привредни ресурс.

## Становништво
|                      | 2013.          | 1991.           | 1981.           | 1971.           |
| Укупно               | 2 465 (100,0%) | 3 311 (100,0%)  | 2 602 (100,0%)  | 2 055 (100,0%)  |
| Бошњаци              | 2 333 (94,65%) | 2 143 (64,72%)1 | 1 529 (58,76%)1 | 1 359 (66,13%)1 |
| Босанци              | 42 (1,704%)    | –               | –               | –               |
| Хрвати               | 24 (0,974%)    | 94 (2,839%)     | 114 (4,381%)    | 161 (7,835%)    |
| Муслимани            | 18 (0,730%)    | –               | –               | –               |
| Срби                 | 17 (0,690%)    | 820 (24,77%)    | 614 (23,60%)    | 476 (23,16%)    |
| Неизјашњени          | 14 (0,568%)    | –               | –               | –               |
| Остали               | 7 (0,284%)     | 52 (1,571%)     | 17 (0,653%)     | 8 (0,389%)      |
| Босанци и Херцеговци | 5 (0,203%)     | –               | –               | –               |
| Југословени          | 2 (0,081%)     | 202 (6,101%)    | 306 (11,76%)    | 24 (1,168%)     |
| Албанци              | 2 (0,081%)     | –               | 3 (0,115%)      | 6 (0,292%)      |
| Непознато            | 1 (0,041%)     | –               | –               | –               |
| Црногорци            | –              | –               | 15 (0,576%)     | 17 (0,827%)     |
| Словенци             | –              | –               | 3 (0,115%)      | 4 (0,195%)      |
| Македонци            | –              | –               | 1 (0,038%)      | –               |

1. 1 На пописима од 1971. до 1991. Бошњаци су пописивани углавном као Муслимани.